# London Cable Car
La London Cable Car (IPA: /lʌn.dən keɪ.bl kɑːr/) è una cabinovia della città di Londra che, attraversando il fiume Tamigi, collega la penisola di Greenwich con i Royal Docks.
I lavori per la costruzione della cabinovia, finanziata dalla compagnia aerea Emirates, iniziarono nell'agosto del 2011 e terminarono nel giugno del 2012, mese in cui fu inaugurata.
La London Cable Car sfrutta la tecnologia Monocable Detachable Gondola (MDG), un sistema che utilizza un unico cavo sia per la propulsione che per il sostegno delle cabine; quest'ultimo è più economico e veloce da installare rispetto ad un più complesso sistema a tre cavi che però consentirebbe il trasporto di cabine più capienti.
La London Cable Car, infine, costituisce la prima cabinovia urbana del Regno Unito.

## Storia
Il 4 luglio 2010 la Transport for London (in sigla TfL), agenzia del trasporto autoferrotranviario della città di Londra, comunicò che si sarebbe studiata la possibilità di costruire una cabinovia sopra il Tamigi.
Il primo progetto della London Cable Car fu presentato dal borgo londinese di Newham; quest'ultimo annunciò che sarebbe avvenuta «l'erezione di una cabinovia dalla lunghezza di 1100 metri sopra il fiume Tamigi dalla penisola di North Woolwich ai moli di Royal Victoria ad un'altezza minima di 54 metri sul livello del mare».
Il documento sopraccitato annunciò anche la costruzione di tre torri e di due stazioni dotate di numerose attrezzature.
Inizialmente la TfL, la quale annunciò che la teleferica sarebbe stata realizzata tramite investimenti privati, calcolò che la stessa sarebbe costata 25 milioni di sterline britanniche. Il prezzo tuttavia aumentò dapprima a 45 e poi a 60 milioni di £ in quanto la TfL non considerò anche dei costi che avrebbero comportato la consulenza legale, la gestione del progetto e l'acquisto dei terreni.

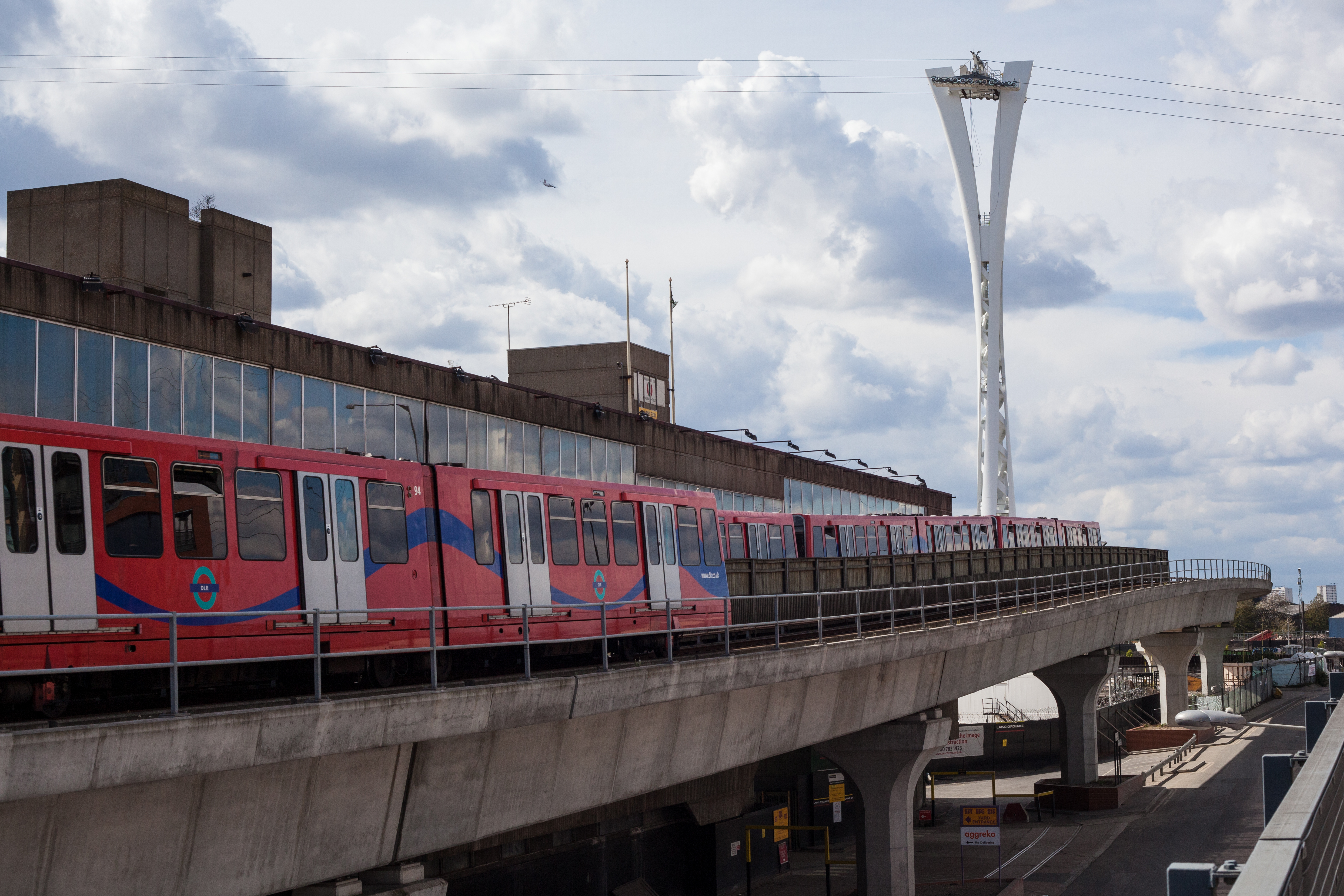
Un treno della DLR con una torre della cabinovia sullo sfondo.

Nel gennaio del 2011 l'azienda britannica News International pianificò di sponsorizzare la funivia anche se poi ritirò la sua proposta. Nell'ottobre del 2011, invece, la compagnia aerea di bandiera dell'Emirato Arabo di Dubai Emirates rese nota la firma di un contratto che stabilì il finanziamento al progetto da parte di quest'ultima di 36 milioni di sterline per dieci anni ed il branding della funivia col nome della compagnia aerea.
La costruzione della London Cable Car ebbe inizio nell'agosto del 2011, con Mace come contraente principale. Mace costruì la funivia per 45 milioni di sterline ed ha il compito di gestirla fino al 2016 con un ulteriore costo di cinque milioni di sterline e mezzo. La London Cable Car, comunque, è stata la funivia più costosa mai costruita.
Nel maggio del 2011 la TfL annunciò che la funivia sarebbe stata inaugurata appena in tempo per i giochi della XXX Olimpiade; aggiunse anche che in origine non vi erano piani per aprirla prima delle olimpiadi londinesi.
L'inaugurazione della funivia ebbe luogo il 28 giugno 2012 alle ore 12:00 BST.

## Descrizione
| Unknown route-map component "uvCONTg" | Unknown route-map component "d" |  |

| Unknown route-map component "uvINT" | Unknown route-map component "d" |  |

| Unknown route-map component "uSTR~L" | Unknown route-map component "cd" + Unknown route-map component "uSTR~R" + Unknown route-map component "uABZgl" | Unknown route-map component "uKINTaq" + Unknown route-map component "HUBa" | Unknown route-map component "ucdSTRq" | Unknown route-map component "udCONTfq" |

| Unknown route-map component "d" | Unknown route-map component "uvSTR" | Unknown route-map component "KINTa azure" + Unknown route-map component "HUBe" | Aerial tramway |

| Unknown route-map component "d" | Urban straight track + Unknown route-map component "uBS2c1" + Unknown route-map component "PORTALf" | Unknown route-map component "uSTRl+4h" + Unknown route-map component "v-STR azure" | Unknown route-map component "uHSTq" | Unknown route-map component "udCONTfq" |

| Unknown route-map component "dWASSERq" | Urban tunnel straight track + Transverse water | Transverse water + Unknown route-map component "v-STR azure" | Unknown route-map component "dWASSERq" |  |

| Unknown route-map component "c" | Unknown route-map component "utINT" + Unknown route-map component "HUBaq" | Unknown route-map component "cHUBq" | Unknown route-map component "KINTe_azure" + Unknown route-map component "HUBeq" | Aerial tramway |

| Unknown route-map component "utdCONTgq" | Unknown route-map component "utSTRr" | Unknown route-map component "d" |  |  |

La cabinovia, progettata dai Wilkinson Eyre Architects, attraversa il Tamigi ad un'altezza di 93 metri (305 ft).
La teleferica, come già accennato, utilizza una fune lunga 1100 metri (0,68 mi) chiusa ad anello fra le stazioni estreme, Greenwich Peninsula e Royal Docks, ubicate nella zona dei London Docklands.
La funivia è composta da 34 cabine, ciascuna delle quali trasporta dieci persone; la stessa inoltre può trasportare 2500 passeggeri ogni ora, in modo analogo a quanto farebbero cinquanta autobus.
Per le stazioni, inoltre, passa una cabina ogni trenta secondi.

## Stazioni

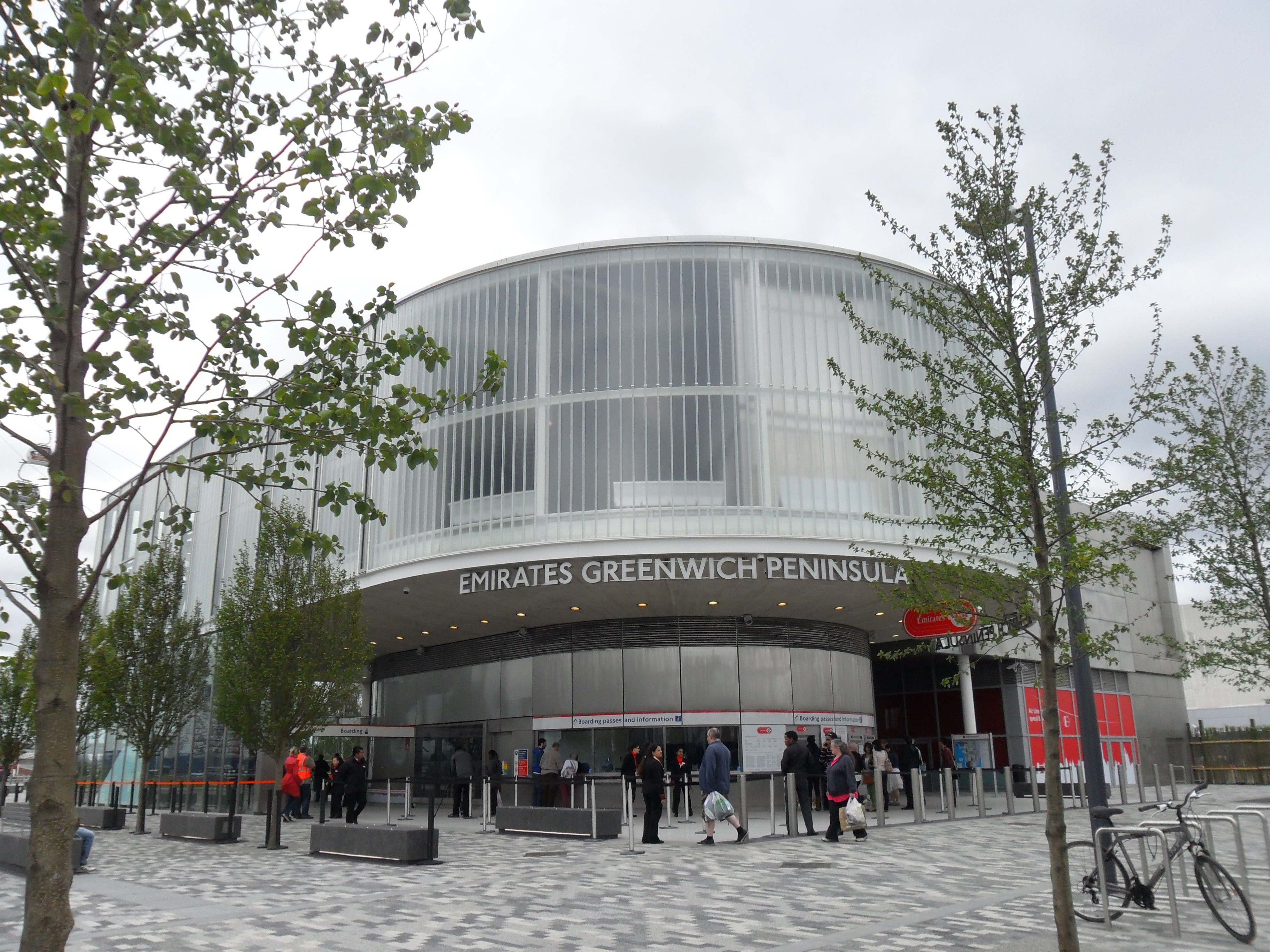
Stazione di Greenwich Peninsula

Le due stazioni, Greenwich Peninsula e Royal Docks, sono una coppia di padiglioni «visivamente leggeri e dal vetro smaltato».
I complessi, inoltre, riflettono con le loro estremità raggiate il percorso delle cabine che, passando attorno alla ruota motrice della funivia, simulano l'estetica e l'architettura degli edifici limitrofi.
Ciascuna stazione, inoltre, è dotata di numerosi punti di ristoro (tra cui bar, ristoranti e tavole calde) e di un parcheggio. Nelle stesse non sono presenti servizi igienici, però collocati nello scalo metropolitano di North Greenwich.
La stazione di Greenwich Peninsula, ubicata nella penisola di Greenwich, costituisce il termine occidentale della funivia. Situata nei pressi del salone espositivo The O2, lo scalo è raggiungibile sia dalla stazione della metro North Greenwich che dal molo dei London River Services North Greenwich Pier.
Il capolinea orientale della teleferica invece è Royal Docks. Quest'ultima, situata nei dintorni del centro conferenze e esposizioni ExCeL Exhibition Centre, è raggiungibile dalla stazione della DLR Royal Victoria.

## Torri

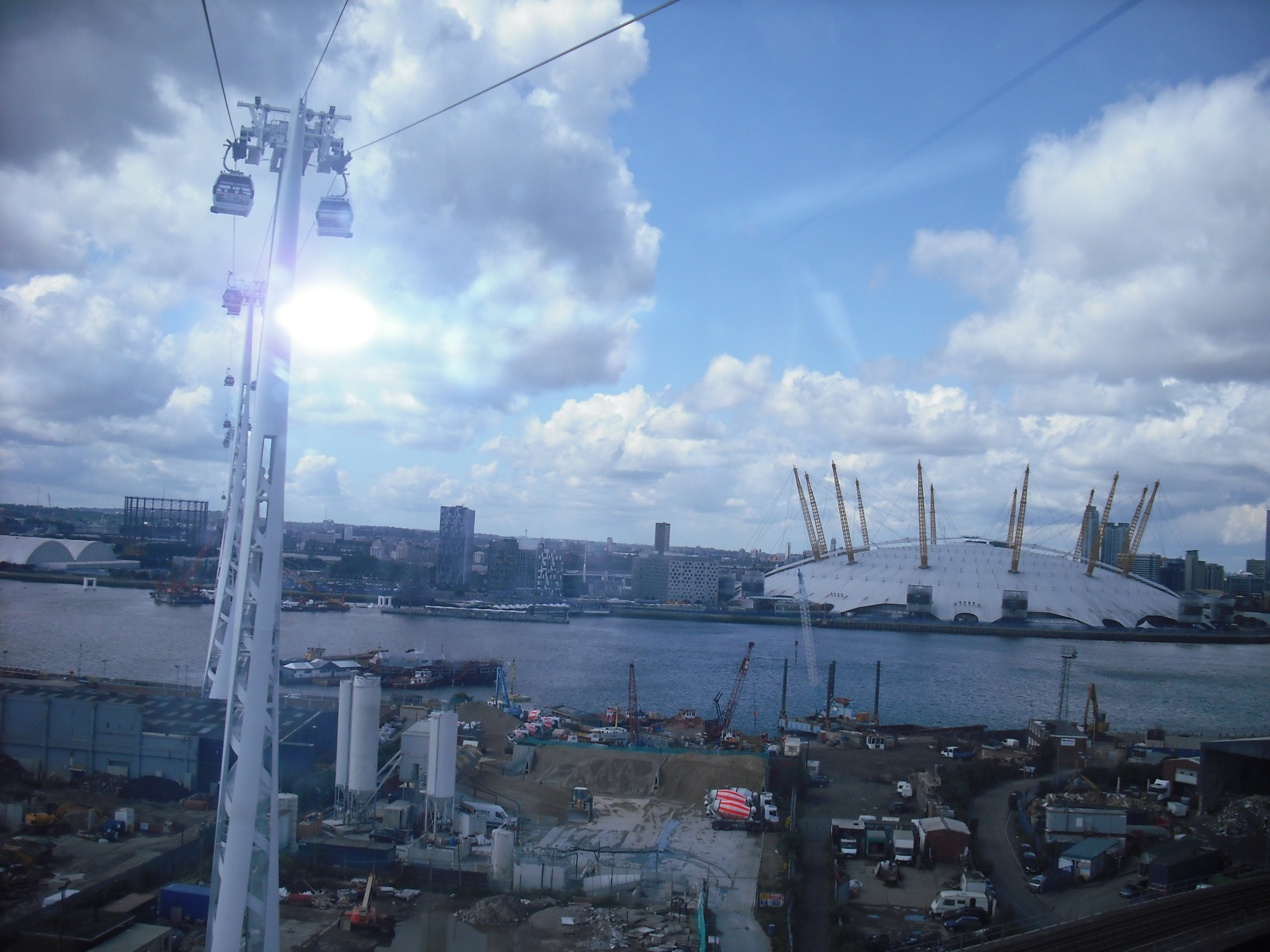
Londra vista dall'interno di una cabina; sullo sfondo una torre.

La fune della cabinovia si regge su tre torri.
La torre settentrionale principale (north main tower) è alta 87 metri e si trova nella zona di Clyde Wharf, a nord ovest di Bell Lane.
La torre settentrionale intermedia (north intermediate tower) si trova a 66 metri di quota ed è collocata a sud ovest della linea della DLR e dell'area di Silvertown.
L'ultima torre si trova invece nella penisola di North Woolwich (detta di Greenwich).

## Tariffe
Dal 1º marzo 2022 la tariffa per adulto è stata fissata a £6, con uno sconto del 50% previsto per i bambini.
Nel 2020 i prezzi erano fissati a £4,50 per un viaggio singolo, o £3,50 con l'utilizzo di una Oyster Card, Per incoraggiare l'utilizzo del servizio tra i pendolari, sono applicati ulteriori sconti nell'ambito del piano tariffario frequent flyer, con cui effettuare dieci viaggi nell'arco di un periodo di dodici mesi.
|         | Viaggio singolo | Utente Oyster | Frequent flyer           |
| ------- | --------------- | ------------- | ------------------------ |
| Adulto  | £6.00           | £4.00         | £1.70 (£17.00/10 viaggi) |
| Bambino | £3.00           | £2.00         | £0.85 (£8.50/10 viaggi)  |